# Droits LGBT à Nauru

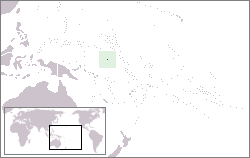
Localisation de Nauru.

Les personnes lesbiennes, gaies, bisexuelles et transgenres (LGBT) à Nauru qui ont longtemps été discriminées font désormais l'objet d'une reconnaissance récente.

## L'homosexualité dans la loi
L'homosexualité était illégale à Nauru depuis 1899, quand l'île était alors sous protectorat allemand. La Loi anti-sodomie avait été introduite en 1921 quand l'île était sous domination australienne et était fondée sur le Code criminel du Queensland. Cette loi a été conservée avec l'indépendance de Nauru en 1968.
En janvier 2011, Mathew Batsiua, Ministre de la Santé, de la Justice et des Sports a déclaré que la dépénalisation de l'activité homosexuelle entre adultes consentants était à l'étude. En octobre 2011, le gouvernement plaide également en ce sens,,.
Selon un rapport de Département d'État des États-Unis, il n'y a aucun signalement, en 2012, de persécutions contre les LGBT dans le pays.
En mai 2016, le Parlement de Nauru adopte le « Crimes Act 2016 » qui dépénalise officiellement l'homosexualité,,,.

## Reconnaissance des couples de même sexe
Nauru ne reconnaît pas le mariage homosexuel, l'union civile, ou le partenariat enregistré.

## Protection contre les discriminations
Il n'y a pas de protection légale contre les discriminations fondées sur l'orientation sexuelle ou l'identité de genre.

## Tableau récapitulatif
| Dépénalisation de l’homosexualité                                                   | Depuis 2016     |
| Majorité sexuelle identique à celle des hétérosexuels                               | Oui             |
| Interdiction des discours de haine contre les LGBT                                  | Non             |
| Interdiction de la discrimination liée à l'orientation sexuelle à l'embauche        | Non             |
| Interdiction de la discrimination liée à l'identité de genre dans tous les domaines | Non             |
| Mariage civil ou partenariat civil                                                  | Non             |
| Adoption conjointe dans les couples de personnes de même sexe                       | Non             |
| Adoption par les personnes homosexuelles célibataires                               | Non             |
| Droit pour les gays de servir dans l’armée                                          | N'a pas d'armée |
| Droit de changer légalement de genre (après stérilisation)                          | Non             |
| Gestation pour autrui pour les gays                                                 | Non             |
| Accès aux FIV pour les lesbiennes                                                   | Non             |
| Autorisation du don de sang pour les HSH                                            | Non             |